# Elmendorf Air Force Base

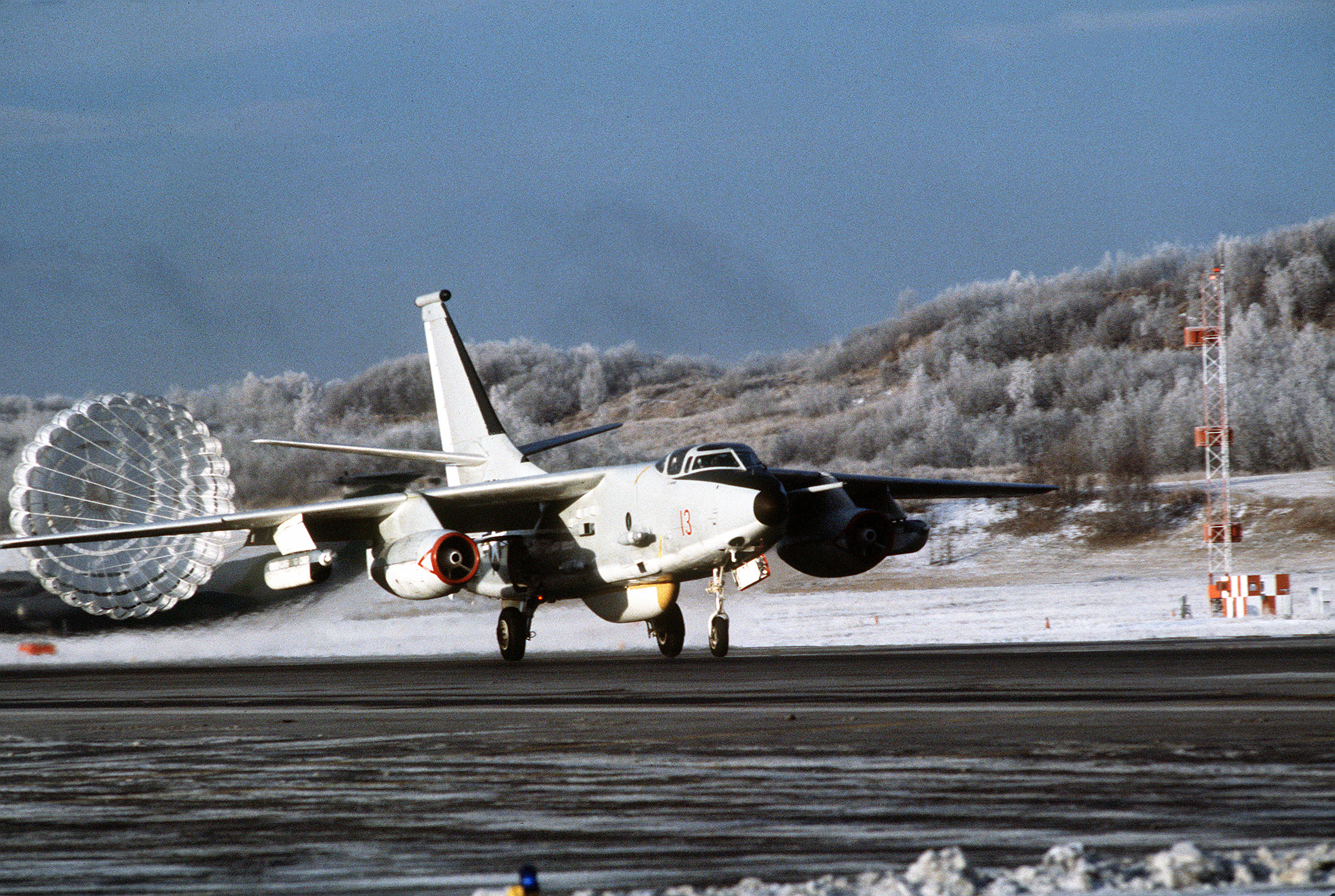
Een Douglas A-3 Skywarrior landt op Elmendorf Air Force Base in 1987

Elmendorf Air Force Base is een belangrijke basis van de Amerikaanse luchtmacht onmiddellijk ten noorden van Anchorage (Alaska). Ze maakt deel uit van de uitgestrekte Joint Base Elmendorf-Richardson (JBER), die ook de aangrenzende legerbasis Fort Richardson omvat. De twee bases werden in 2010 samengevoegd. Fort Richardson heeft een eigen klein vliegveld.

## Eenheden
De basis is ongeveer 5400 hectare groot. Ze wordt uitgebaat door de 673rd Wing. Elmendorf AFB huisvest de 3rd Wing van de 11e Luchtmacht van de Pacific Air Forces (PACAF), met jachtvliegtuigen (F-22 Raptor die de F-15 Eagle heeft vervangen), transportvliegtuigen (C-12F, C-17, C-130) en E-3B AWACS-surveillancetoestellen. Ook de 176th Wing van de Alaska Air National Guard is op de basis gestationeerd met transport- en reddingsvliegtuigen (HC-130 search-and-rescue-vliegtuigen en HH-60 Pave Hawk SAR-helikopters).

## Geschiedenis
In 1940 legde het US Army Air Corps een vliegveld aan voor de legerbasis Fort Richardson. Het kreeg de naam Elmendorf Field, ter ere van de piloot Hugh Merle Elmendorf, die in 1933 tijdens een testvlucht verongelukte. In 1942 werd de naam veranderd in Elmendorf Army Air Base en in 1948 in Elmendorf Air Force Base. In de Tweede Wereldoorlog werden er eenheden gestationeerd om de Japanse dreiging te kunnen beantwoorden.
De basis was van strategisch belang tijdens de Koude Oorlog als noordwestelijke voorpost van de Amerikaanse luchtruimbewaking. Er werden gevechtseenheden met onderscheppingsjagers gestationeerd en ze werd het thuis van een regionaal controlecentrum van NORAD en van het Alaskan Air Command (1947-1975). Het vliegveld was ook belangrijk als tussenstop voor vluchten naar het verre oosten in de Koreaanse Oorlog en de Vietnamoorlog.
Elmendorf AFB was een mogelijke noodlandingsplaats van de spaceshuttle.